# 马绍
马绍（法語：Machault，法語發音：[maʃo] ⓘ）是法国塞纳-马恩省的一个市镇，属于默伦区。

## 地理
马绍（48°27'16"N, 2°49'50"E）面积16.28 平方千米，位于法国法蘭西島大區塞纳-马恩省，该省份为法国北部内陆省份，北起瓦兹省，西接埃松省、马恩河谷省、塞纳-圣但尼省和瓦兹河谷省，南至卢瓦雷省，东南接约讷省，东临马恩省和奥布省，东北接埃纳省。
与马绍接壤的市镇（或旧市镇、城区）包括：布里地区勒沙泰勒、塞纳河畔韦尔努拉塞勒、庞富、布里地区瓦朗斯、塞纳河畔香槟、费里西、埃里西。

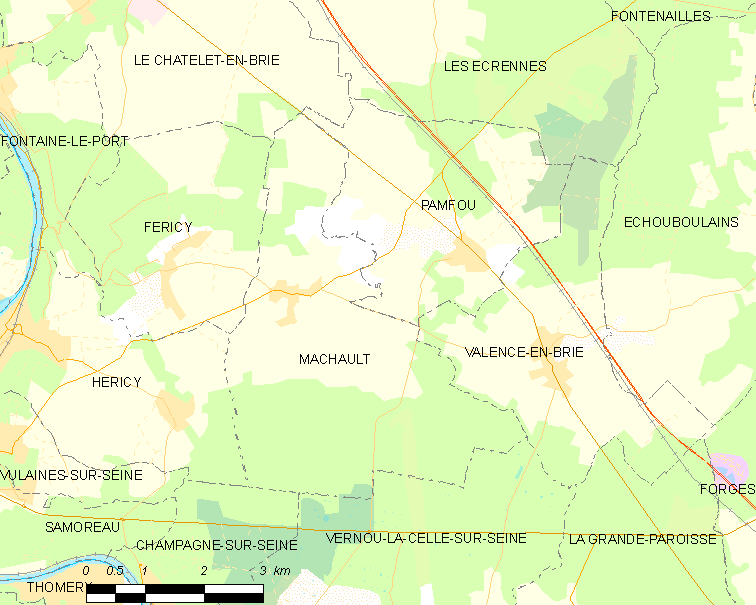
马绍的OSM定位图

马绍的时区为UTC+01:00、UTC+02:00（夏令时）。

## 行政
马绍的邮政编码为77133，INSEE市镇编码为77266。

## 政治
马绍所属的省级选区为楠日县。

## 人口

1962-2008年间马绍人口变化图示

马绍于2022年1月1日时的人口数量为790人。